# Joy Williams (cantante)
Joy Elizabeth Williams (West Branch, 14 novembre 1982) è una cantautrice statunitense.
Dopo il suo debutto nel 2001 con un album omonimo, ha ottenuto un discreto successo negli Stati Uniti proponendo una forma più intima e vicina al pop della musica cristiana contemporanea degli anni 2000. Tuttavia il successo maggiore è arrivato quando, con il cantante e chitarrista John Paul White, ha formato il duo folk The Civil Wars.

## Biografia
Inizialmente attirata dalla carriera giornalistica, dopo essere stata notata cantare nella chiesa di Santa Cruz viene messa sotto contratto dalla Reunion Records a soli 17 anni. Con l'etichetta cristiana pubblica tre album che insieme arrivano a vendere oltre 250 000 copie e le valgono 11 nomination ai GMA Dove Award tra il 2001 e il 2005. Dopo aver abbandonato l'etichetta, si dedica alla scrittura di brani per altri artisti, abbandonando momentaneamente la carriera da cantante. In quegli anni lavora prima nella redazione del Paste e poi in una boutique a Nashville. Successivamente decide di riprendere la sua carriera di cantante fondando una sua etichetta con il marito Nate Yetton, chiamata Sensibility Music, e pubblicando nel 2009 una serie di EP.
Nello stesso anno incontra il cantautore e chitarrista John Paul White, con cui forma un progetto folk chiamato The Civil Wars. Con White ottiene un grandissimo successo, arrivando a vincere quattro Grammy Awards con due album pubblicati tra il 2011 e il 2013. Dopo aver venduto oltre un milione di dischi e una pausa indefinita durata quasi due anni, nel 2014 i due hanno deciso di porre fine al progetto definitivamente. Nel 2014 collabora con i Paramore duettando con Hayley Williams in una nuova versione del loro brano Hate to See Your Heart Break, inserita nella versione deluxe del loro album omonimo. Nell'aprile dello stesso anno annuncia che sta lavorando a un nuovo album da solista, Venus, la cui uscita è prevista per l'estate del 2015.

## Discografia

### Da solista
Album in studio
- 2001 – Joy Williams
- 2002 – By Surprise
- 2005 – Genesis
- 2015 - Venus (Sensibility Music)
- 2016 - Venus (Acoustic) (Sensibility Music)
- 2019 - Front Porch (Sensibility Music)

Raccolte
- 2006 – Every Moment: The Best of Joy Williams

EP
- 2005 – Connect Sets
- 2009 – One of Those Days
- 2009 – Charmed Life (Remixes)
- 2009 – Songs from This
- 2009 – Songs from That
- 2009 – More Than I Asked For: Celebrating Christmas with Joy Williams
- 2010 – We Mapped the World

### Con iThe Civil Wars
Album in studio
- 2011 – Barton Hollow
- 2013 – The Civil Wars

Album dal vivo
- 2009 – Live at Eddie's Attic

EP
- 2009 – Poison & Wine